# Walter Storms Galerie
Die Walter Storms Galerie ist eine deutsche Kunstgalerie in München, die im Jahr 1977 von Walter Storms gegründet wurde.

## Geschichte
Die 1977 vom Kunsthistoriker Walter Storms gegründete Walter Storms Galerie ist eine der führenden internationalen Kunstgalerien in München. Die Galerie setzt ihren Schwerpunkt auf zeitgenössische Kunst in den Bereichen konkrete Malerei, Zeichnung und Skulptur. Ihre Mission ist es, zeitgenössische Kunst in München zu präsentieren und aktiv zu fördern. Besonders zeichnet sich die Galerie durch die kontinuierliche Zusammenarbeit mit Mitgliedern der renommierten ZERO-Gruppe, bedeutenden Vertretern der europäischen Avantgarde, Teilnehmern der Documenta und Biennale sowie jungen, aufstrebenden Talenten aus.
Walter Storms wurde früh durch sein besonderes Engagement für Künstler aus Osteuropa bekannt. Die Galerie war in Deutschland die erste, die Roman Opalka und Stanislav Kolíbal vertrat, und betreute deren Beteiligung an mehreren Ausgaben der Documenta und Biennale, zuletzt an der Biennale Venedig im Jahr 2019. Dadurch erarbeitete sie sich eine internationale Reputation.
Walter Storms arbeitet eng mit renommierten Künstlern wie Günther Uecker zusammen, einem der bedeutendsten deutschen Maler. Uecker ist seit 1980 in zahlreichen internationalen Ausstellungen vertreten ist – etwa in der Tretjakow-Galerie Moskau oder im Museum des 20. Jahrhunderts in Wien. Als Gründer der Günter-Fruhtrunk-Gesellschaft verwaltet Storms auch den künstlerischen Nachlass von Günter Fruhtrunk (1923–1982) und veröffentlichte dessen umfassenden Werk-Katalog. Zum 100. Geburtstag Fruhtrunks im Jahr 2023 kuratierte er Ausstellungen im Kunstmuseum Bonn, im Lenbachhaus München und im Museum Wiesbaden. Des Weiteren wurde seitens der Galerie 2024 ein großes Projekt mit dem US-amerikanischen Künstler Sean Scully betreut. Im Rahmen dessen wurde Scully die Gestaltung der Bleiglasfenster der Landshuter St.-Martins-Kirche übertragen.
Die Galerie betreibt insgesamt drei Standorte in Berlin und München, zudem noch einen großzügigen Skulpturengarten im Zentrum von München. Die 500 m² große Ausstellungshalle im Münchner Kunstareal, umgeben von Museen und Pinakotheken, wurde 2009 mit einer Ausstellung von Sean Scully eröffnet. Über einen eigenen Buchverlag produziert die Galerie zahlreiche Publikationen, Drucke und Künstlerbücher. Im Herbst 2025 eröffnet die Walter Storms Galerie ihre Dependance in den Berliner Mercator Höfen, mit einer Ausstellung von Günter Fruhtrunk.
Die Walter Storms Galerie ist regelmäßig auf wichtigen internationalen Kunstmessen vertreten, darunter ARCO Madrid, Art Basel, Art Berlin, Art Chicago, Art Frankfurt, Shanghai Art Fair, Art Dubai, Art Düsseldorf, The Armory Show, Art Genève, SPARK Art Fair Vienna und ENTER Art Fair Kopenhagen. Seit über 40 Jahren ist sie zudem ununterbrochen auf der Art Cologne präsent.

## Künstler (Auswahl)
Die Galerie vertritt derzeit u. a. folgende Künstler:
| - Jean-Marc Bustamante - Abraham-David Christian - Ulrich Erben - Shannon Finley - Roland Fischer - Günter Fruhtrunk - Gerold Miller - Beverly Fishman | - Marco Gastini - Rupprecht Geiger - Raimund Girke - Gotthard Graubner - Giorgio Griffa - Albert Hien - Turi Simeti - Caro Jost | - Stanislav Kolíbal - Peter Krauskopf - Alf Lechner - Viola Bittl - Julia Mangold - Gerhard Merz - Gary Petersen - Peter Krauskopf | - Otto Piene - Sean Scully - Giuseppe Spagnulo - Günther Uecker - Robert Voit - Márton Nemes - Tim Freiwald - Cordy Ryman |

## Veröffentlichungen
- Walter Storms (Hrsg.): Viola Bittl. Suite B. Verlag Walter Storms, 2025, ISBN 978-3-927533-99-8.
- Ubu Imperator (Hrsg.): FRUHTRUNK. Verlag Walter Storms, 2023, ISBN 978-3-927533-12-7.
- Walter Storms (Hrsg.): Cordy Ryman. Collecting Sparks. Verlag Walter Storms, 2023, ISBN 978-3-927533-11-0.
- Walter Storms (Hrsg.): Shannon Finley. Decade. Verlag Walter Storms, 2021, ISBN 978-3-927533-90-5.
- Walter Storms (Hrsg.): Turi Simeti. Verlag Walter Storms, 2021, ISBN 978-3-927533-91-2.
- Walter Storms (Hrsg.): Sixth Sense. Verlag Walter Storms, 2018, ISBN 978-3-927533-59-2.
- Walter Storms (Hrsg.): Concrete Jungle. Verlag Walter Storms, 2015, ISBN 978-3-927533-56-1.
- Walter Storms (Hrsg.): Walter Storms Galerie 2009–2014. 5 Jahre Schellingstraße 48. Verlag Walter Storms, 2014, ISBN 978-3-927533-55-4.
- Walter Storms (Hrsg.): Albert Hien. La Dolce Vita. Verlag Walter Storms, 2013, ISBN 978-3-927533-53-0.
- Walter Storms (Hrsg.): Albert Hien. Hokospucos. Verlag Walter Storms, 2009, ISBN 978-3-02-653346-2.
- Walter Storms (Hrsg.): Some New Trees. Verlag Walter Storms, 2009, ISBN 978-3-927533-47-9.
- Walter Storms (Hrsg.): Sean Scully. Emotion and Strucutre. Verlag Walter Storms, 2009, ISBN 978-3-927533-48-6.
- Walter Storms (Hrsg.): Caro Jost. Streetprints. Verlag Walter Storms, 2008, ISBN 978-3-927533-44-8.
- Walter Storms (Hrsg.): Günther Uecker. Acht Strukturfelder für Veszprém. Verlag Walter Storms, 2008, ISBN 978-3-927533-42-4.
- Walter Storms (Hrsg.): Giuseppe Spagnulo. Ali di Fuoco. Verlag Walter Storms, 2008, ISBN 978-3-927533-43-1.
- Walter Storms (Hrsg.): Rupprecht Geiger. Sieben Jahrzehnte. Verlag Walter Storms, 2007, ISBN 978-3-927533-38-7.
- Walter Storms (Hrsg.): Michael Wesely. American Landscape. Verlag Walter Storms, 1996, ISBN 978-3-927533-14-1.
- Walter Storms (Hrsg.): Recontre par la séparation / Begegnung durch Trennung. Verlag Walter Storms, 1991, ISBN 3-927533-10-6.